# Wuliang Shan
Wuliang Shan (chinesisch 無量山 / 无量山, Pinyin Wúliàng Shān) ist ein Gebirge im Südwesten der südwestchinesischen Provinz Yunnan. 
Es bildet einen der südlichen Ausläufer des Yun Ling. Das Gebirge verläuft von Nordwest nach Südost. Es ist die Wasserscheide zwischen Lancang Jiang (Mekong) und Babian Jiang 把边江 (ein Nebenfluss des Roten Flusses). Das Gebirge liegt ca. 1600 m über dem Meeresspiegel. Sein höchster Berg ist der Dazhouzi Shan 大周子山 mit 3291 m.